# 泉北陣内病院
医療法人恒進會 泉北陣内病院（いりょうほうじんこうしんかい せんぼくじんないびょういん、英称：Senbokujinnai Hospital）は、大阪府堺市南区にある病院。堺市が指定する救急指定病院である。
医療法人恒進會理事長の陣内進により、堺市南部の救急病院として1982年（昭和57年）に開業。病院の基本理念は「ふれあいの心を原点に、真心こめた医療を行います」。

## 沿革
- 1982年（昭和57年）12月 - 24時間救急告示病院として開設（病床数119床）。
- 1990年（平成2年）6月 - 医療法人恒進会を設立、一般病棟を269床に増床。
- 1998年（平成年）8月 - 東病棟を増築（一般病棟100床、療養病棟169床）。
- 2005年（平成17年）12月 - 回復リハビリ病棟を増築（回復リハビリ病棟54床、急性期病棟110床、療養病棟105床）。バウムリハビテーションセンターを開設。医療法人恒進會 恒進會病院へ改称。
- 2008年（平成20年）
  - 1月 - 南大阪泌尿器・泌尿センターを開設。
  - 10月 - 南大阪腎臓病センターを開設。
- 2013年（平成25年）3月 - 介護老人保健施設たるみの里を開設。
- 2016年（平成28年）
  - 3月 - 医療法人恒進會 泉北陣内病院へ改称。
  - 10月6日 - 同日より病院敷地内を禁煙とする。

## 診療科
- 内科
- 消化器科（胃腸科）
- 循環器科
- 外科
- 整形外科
- 脳神経外科
- 皮膚科
- 泌尿器科
- 放射線科
- リハビリテーション科
- 心臓血管外科
- 麻酔科
- 歯科 - インプラント治療も行う。
  - 小児歯科　
  - 歯科口腔外科 - 埋伏智歯抜歯、顎関節症の治療を専門とする。

## 交通アクセス
- 南海泉北線 - 以下の2駅から無料送迎バスを運行している[3]。
  - 泉ヶ丘駅（南口、りそな銀行前ロータリー）[3]
  - 栂・美木多駅（北口広場）[3]
- 南海バス -「桃山台1丁」バス停から徒歩5分

また、堺市のコミュニティバス「ふれあいバス」廃止代替措置として、旧ふれあいバスの南区役所巡回地区（同病院では「隣接地区」と称する）に居住する高齢者や身体障害者等の移動不自由者に限り、無料送迎バスとは別に個別送迎サービスを実施している。

## 関連施設
- 院内施設
  - 医療法人恒進會 バウムリハビリテーションセンター[4]
  - 医療法人恒進會 バウムメディカルフィットネス倶楽部[5]
- 高齢者施設
- 介護老人保健施設 たるみの里 - 大阪府吹田市新芦屋下27-8[6]